# Арженка
Арженка — река в России, протекает по Рассказовскому району Тамбовской области. Правый приток реки Лесной Тамбов.

## География
Река Арженка берёт начало у поселка Зеленый Рассказовского района Тамбовской области. Течёт в южном направлении через центральную часть города Рассказово. Устье реки находится в южной части города Рассказово в 47 км по правому берегу реки Лесной Тамбов. Длина реки составляет 14 км.

## Данные водного реестра
По данным государственного водного реестра России относится к Окскому бассейновому округу, водохозяйственный участок реки — Цна от истока до города Тамбов, речной подбассейн реки — Мокша. Речной бассейн реки — Ока.
Код объекта в государственном водном реестре — 09010200212110000028885.